# Scytodes cavernarum
Scytodes cavernarum är en spindelart som beskrevs av Roewer 1962. Scytodes cavernarum ingår i släktet Scytodes och familjen spottspindlar. Inga underarter finns listade i Catalogue of Life.